# Cornillon
Pour les articles homonymes, voir Cornillon (homonymie).
Cornillon est une commune française située dans le nord-est du département du Gard, en région Occitanie.
Exposée à un climat méditerranéen, elle est drainée par la Cèze, le ruisseau de Rodières et par divers autres petits cours d'eau. La commune possède un patrimoine naturel remarquable : trois sites Natura 2000 (la « forêt de Valbonne », « la Cèze et ses gorges » et les « garrigues de Lussan ») et trois zones naturelles d'intérêt écologique, faunistique et floristique.
Cornillon est une commune rurale qui compte 908 habitants en 2022, après avoir connu une forte hausse de la population depuis 1968. Elle fait partie de l'aire d'attraction de Bagnols-sur-Cèze. Ses habitants sont appelés les cornillonais et cornillonaises.
Perché sur un piton rocheux, le village médiéval, avec son château, ses ruelles et ses passages voûtés, est inscrit à l'inventaire des sites protégés.

## Géographie

### Localisation
La commune se trouve en bordure de la Cèze, au nord-est du département du Gard.
| Saint-André-de-Roquepertuis | Issirac   | Saint-Christol-de-Rodières |
| Goudargues                  | Cornillon | Saint-Laurent-de-Carnols   |
|                             | Verfeuil  | La Roque-sur-Cèze          |

### Hydrographie et relief
Le vieux village de Cornillon se situe sur un piton rocheux, à 156 mètres d'altitude. La place du Barry surplombe une très grande partie de la vallée de la Cèze.

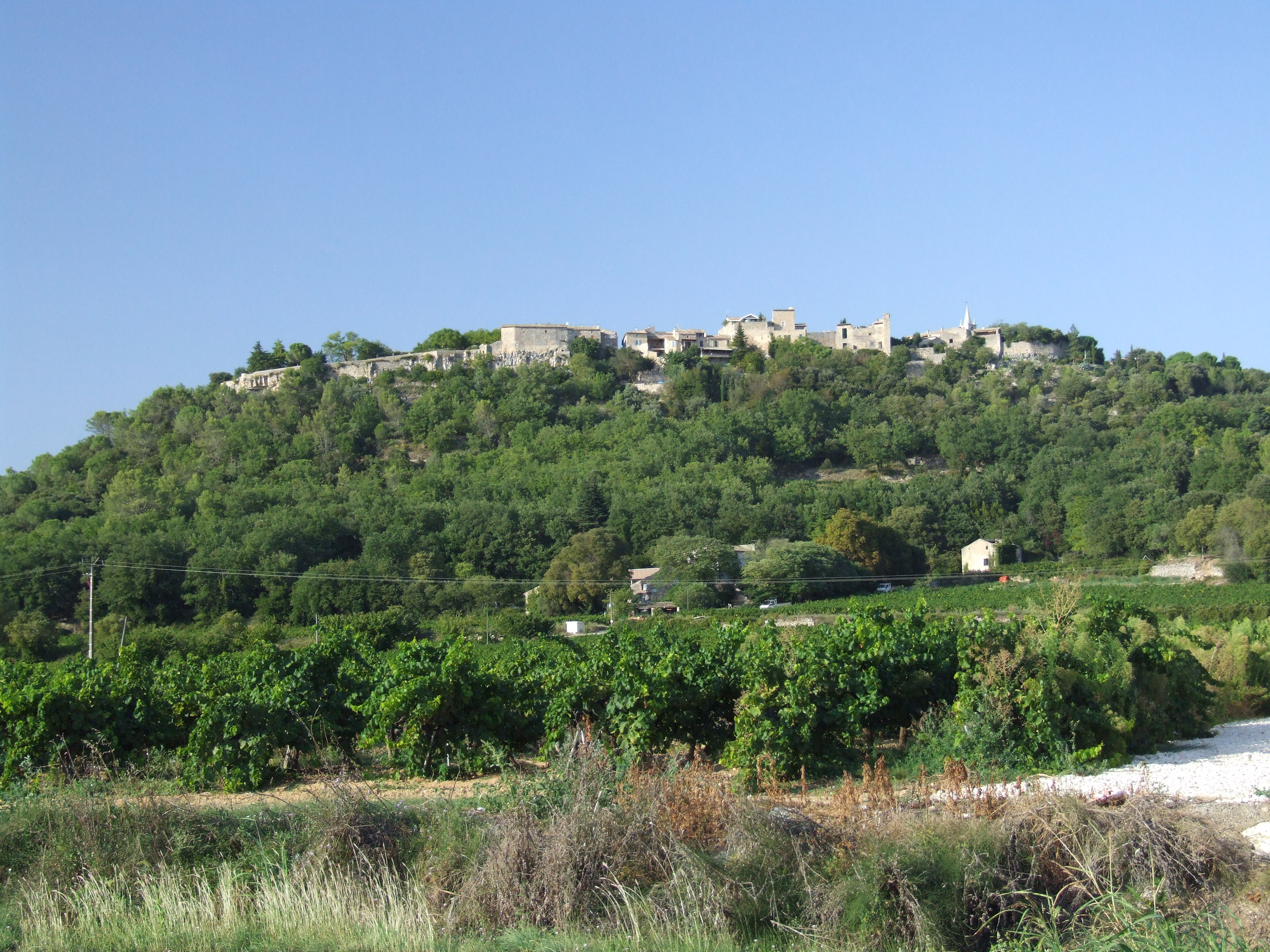
Le village médiéval, perché à 156m
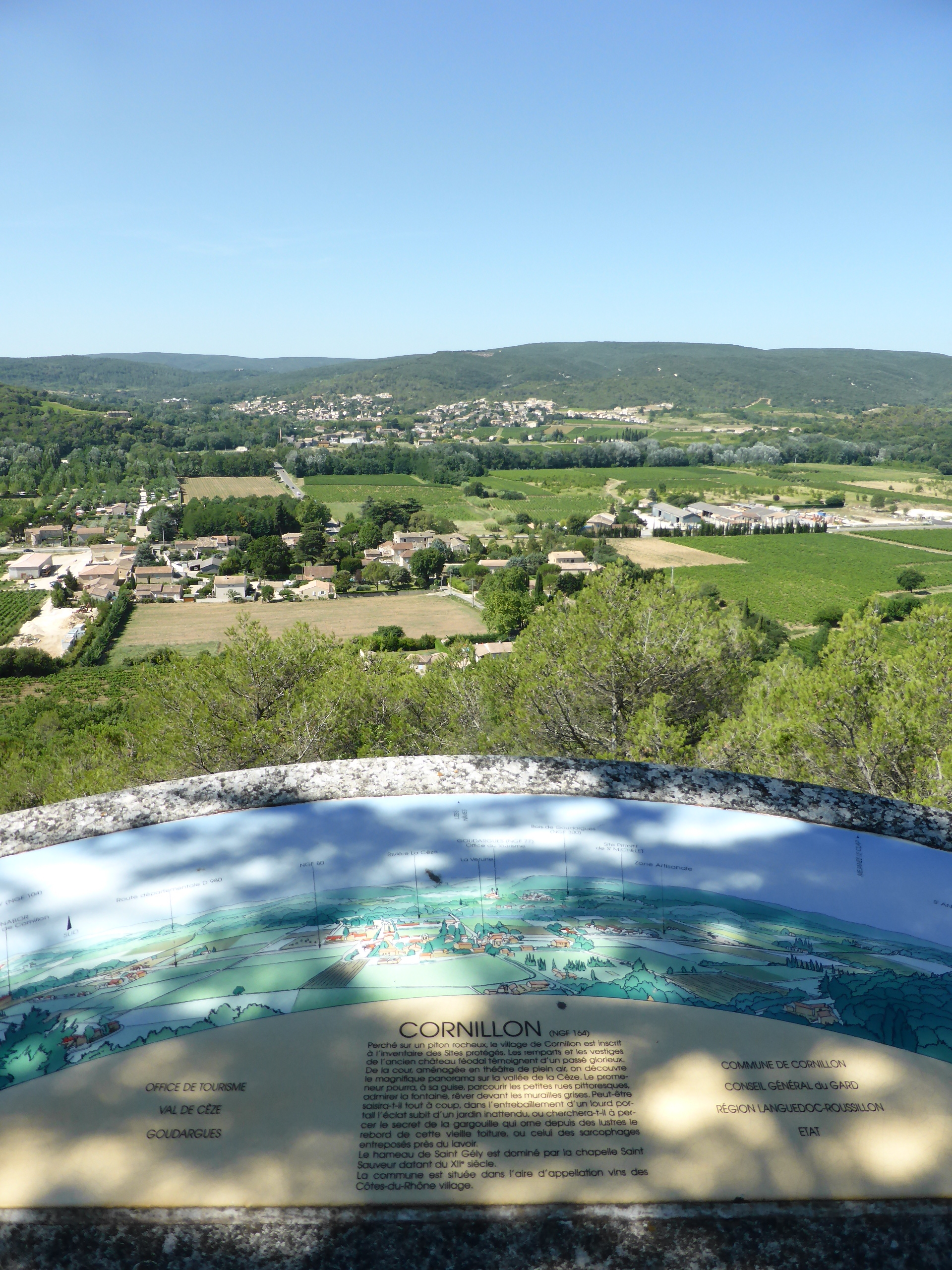
Panorama depuis la table d'oriantation
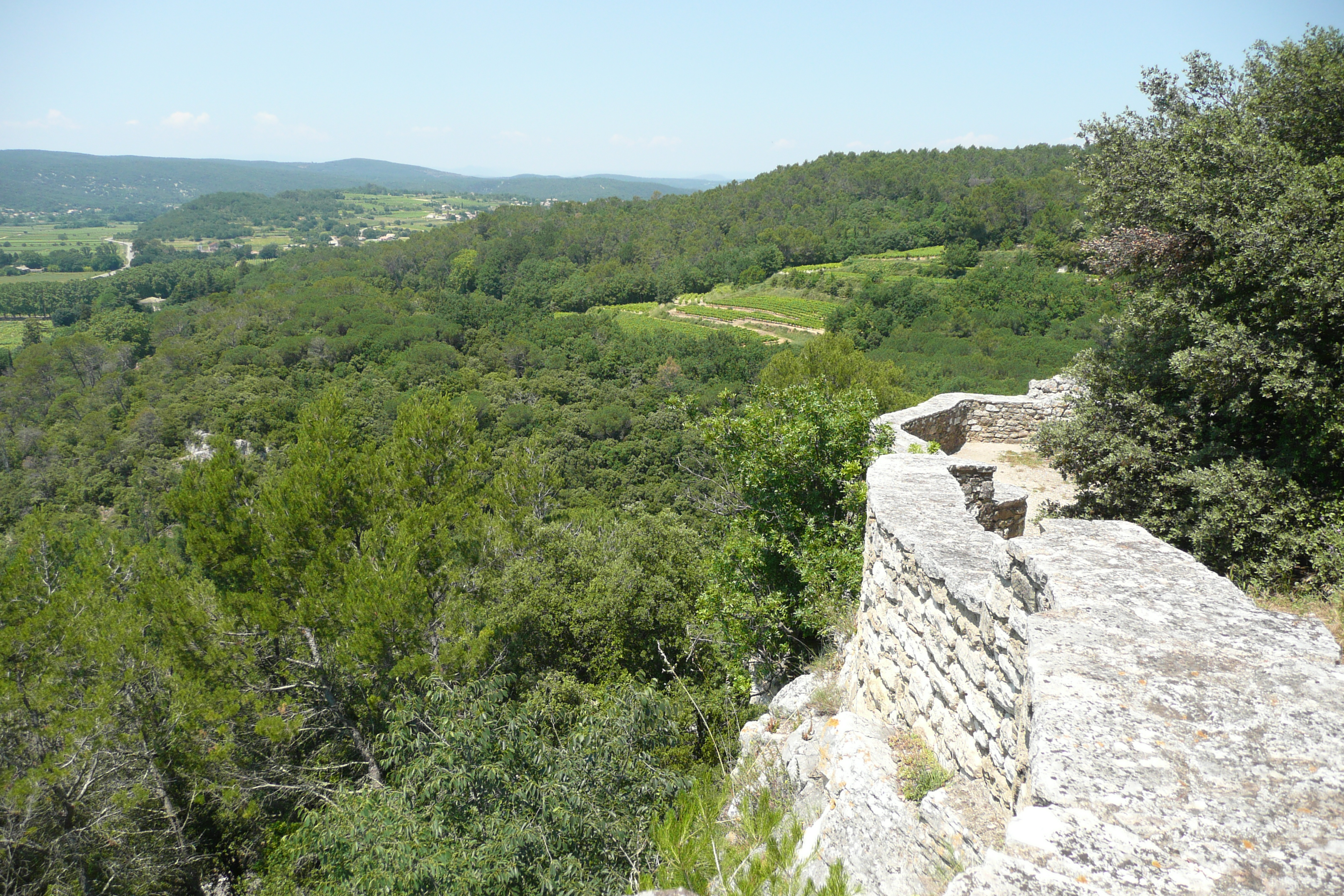
Depuis le rempart
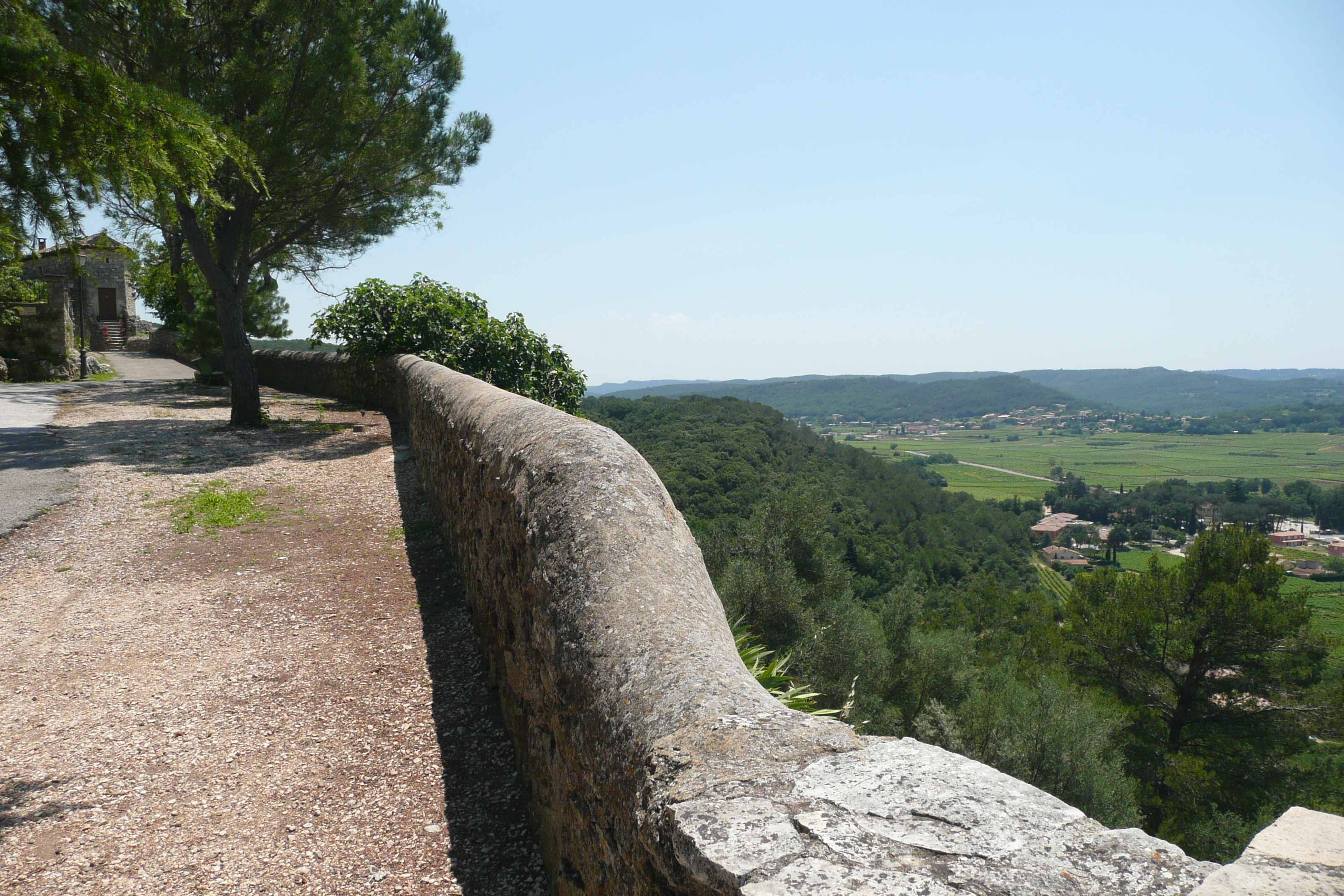
Vue depuis le rempart

La commune, avec ses hameaux, s'étage depuis 58 m à 360 m d'altitude.
Les principaux cours d'eau qui traversent la commune sont La Cèze (rivière) en contrebas, le ruisseau de la Grande Combe et le ruisseau de Barbaquière.

### Climat
Pour des articles plus généraux, voir Climat de l'Occitanie et Climat du Gard.
En 2010, le climat de la commune est de type climat méditerranéen franc, selon une étude s'appuyant sur une série de données couvrant la période 1971-2000. En 2020, Météo-France publie une typologie des climats de la France métropolitaine dans laquelle la commune est exposée à un climat méditerranéen et est dans la région climatique Provence, Languedoc-Roussillon, caractérisée par une pluviométrie faible en été, un très bon ensoleillement (2 600 h/an), un été chaud (21,5 °C), un air très sec en été, sec en toutes saisons, des vents forts (fréquence de 40 à 50 % de vents > 5 m/s) et peu de brouillards.
Pour la période 1971-2000, la température annuelle moyenne est de 13,9 °C, avec une amplitude thermique annuelle de 18 °C. Le cumul annuel moyen de précipitations est de 887 mm, avec 5,8 jours de précipitations en janvier et 3,4 jours en juillet. Pour la période 1991-2020, la température moyenne annuelle observée sur la station météorologique la plus proche, située sur la commune de Montclus à 7 km à vol d'oiseau, est de 13,7 °C et le cumul annuel moyen de précipitations est de 951,2 mm,. Pour l'avenir, les paramètres climatiques de la commune estimés pour 2050 selon différents scénarios d'émission de gaz à effet de serre sont consultables sur un site dédié publié par Météo-France en novembre 2022.

### Milieux naturels et biodiversité

#### Réseau Natura 2000

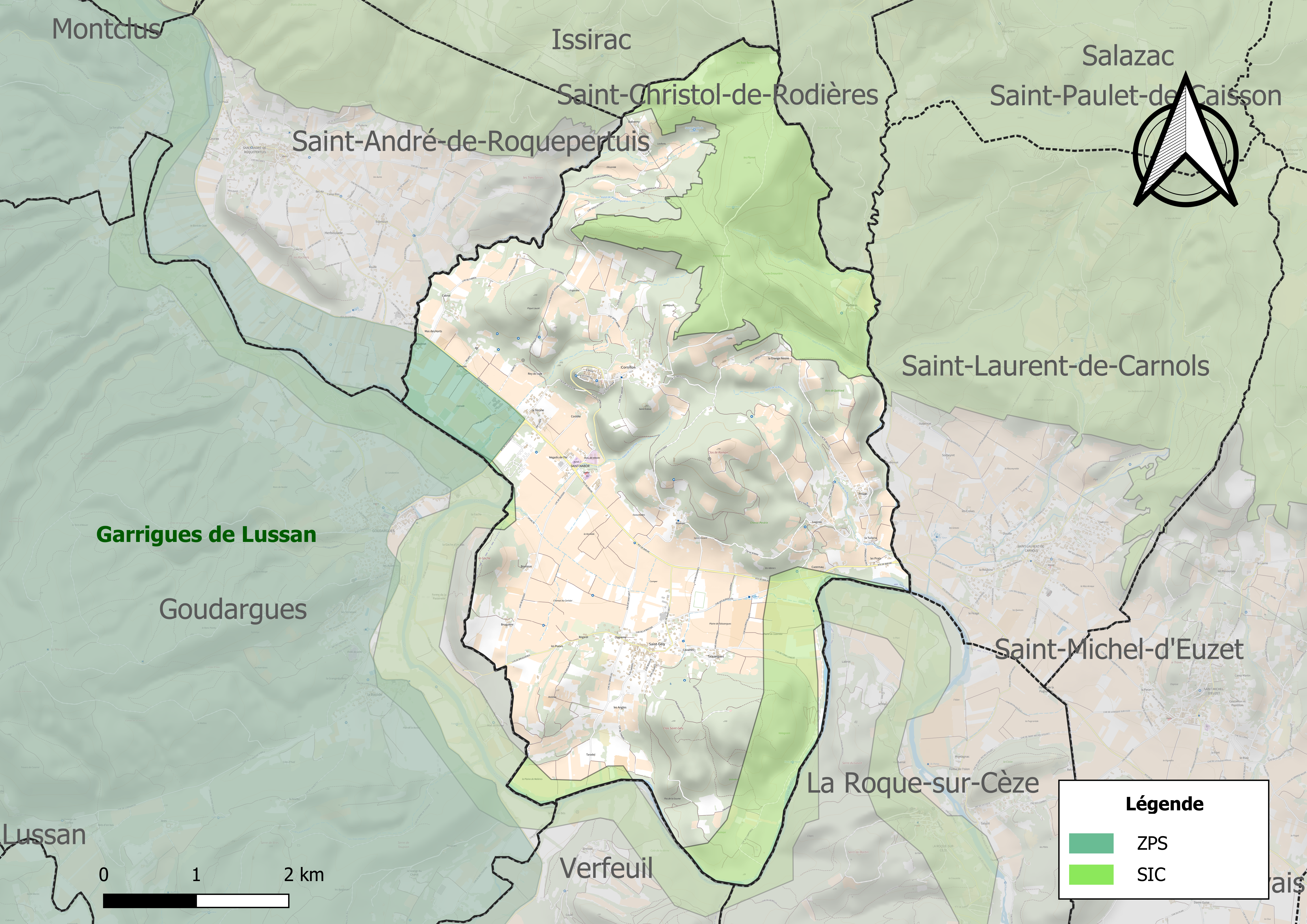
Sites Natura 2000 sur le territoire communal.

Le réseau Natura 2000 est un réseau écologique européen de sites naturels d'intérêt écologique élaboré à partir des directives habitats et oiseaux, constitué de zones spéciales de conservation (ZSC) et de zones de protection spéciale (ZPS).
Deux sites Natura 2000 ont été définis sur la commune au titre de la directive habitats :
- « la Cèze et ses gorges », d'une superficie de 3 550 ha, un territoire dont les principaux habitats naturels sont des formations méditerranéennes (Asplenion, Quercion ilicis) dans les gorges, avec notamment des descentes remarquables d'espèces montagnardes[9] ;
- la « forêt de Valbonne », d'une superficie de 5 052 ha, un milieu boisé avec des formations forestières remarquables. On y recense plus d'une dizaine d'espèces d'orchidées, de nombreux reptiles et amphibiens, oiseaux etc., ainsi qu'une végétation très diversifiée[10] ;

et un au titre de la directive oiseaux : 
- les « garrigues de Lussan », d'une superficie de 29 150 ha. Ce site abritait en 1999 un site de nidfication d'un couple de vautour percnoptère. Ce site constitue  un lien essentiel dans la petite population méditerranéenne résiduelle du Sud-Est de la France (comprenant une vingtaine de couples seulement), situé entre les noyaux d'Ardèche et Drôme-Isère, au nord, des gorges du Gardon, au sud, du Lubéron et des Alpilles, à l'est, du haut montpelliérais et des Gorges Tarn-Jonte[11].

#### Zones naturelles d'intérêt écologique, faunistique et floristique
L’inventaire des zones naturelles d'intérêt écologique, faunistique et floristique (ZNIEFF) a pour objectif de réaliser une couverture des zones les plus intéressantes sur le plan écologique, essentiellement dans la perspective d’améliorer la connaissance du patrimoine naturel national et de fournir aux différents décideurs un outil d’aide à la prise en compte de l’environnement dans l’aménagement du territoire.
Une ZNIEFF de type 1 est recensée sur la commune :
la « rivière de la Cèze en amont de la Roque-sur-Cèze » (96 ha), couvrant 5 communes du département et deux ZNIEFF de type 2, : 
- le « massif du Bagnolais » (7 716 ha), couvrant 18 communes du département[14] ;
- la « vallée aval de la Cèze » (532 ha), couvrant 14 communes du département[15].

Carte des ZNIEFF de type 1 et 2 à Cornillon.
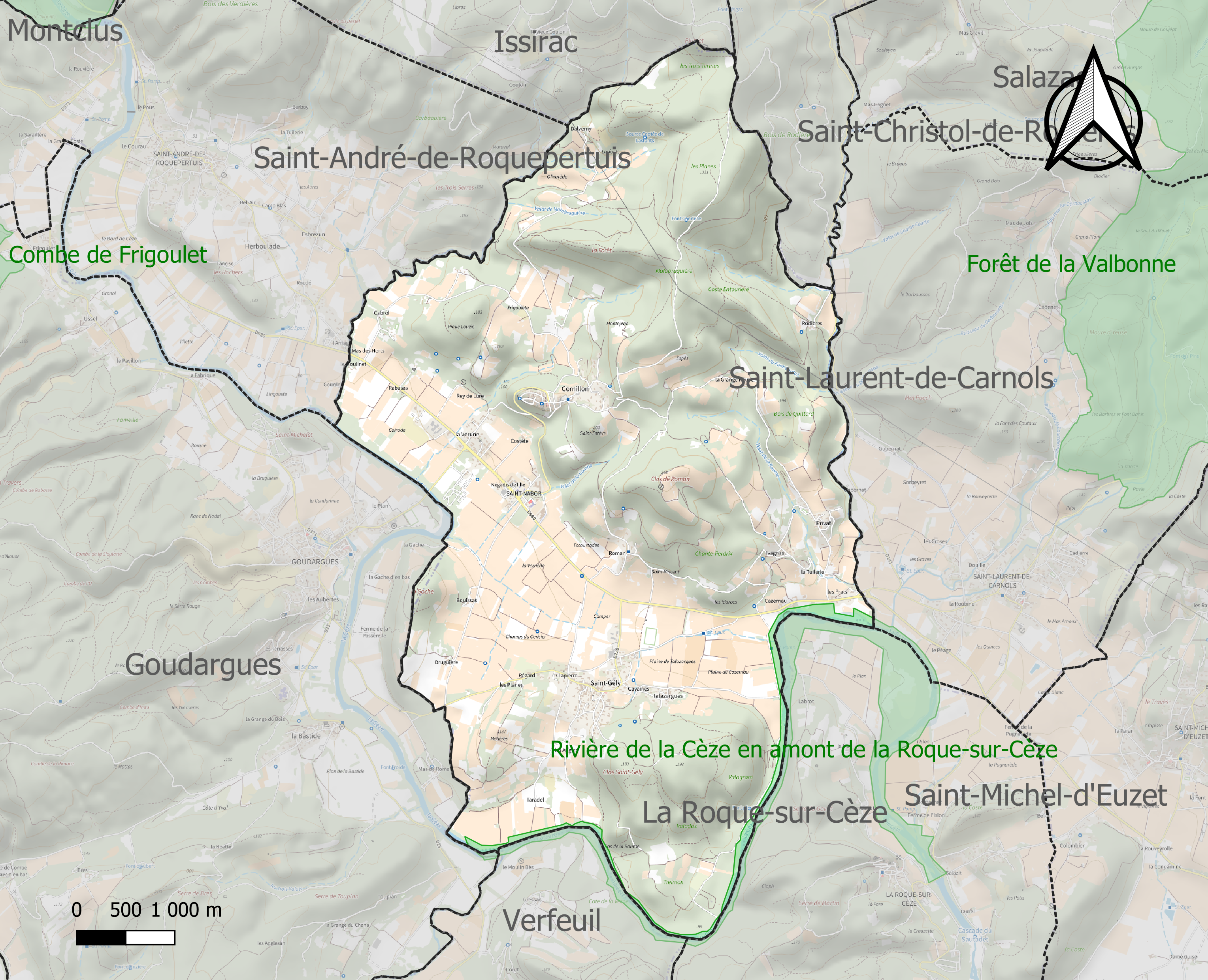
Carte de la ZNIEFF de type 1 sur la commune.
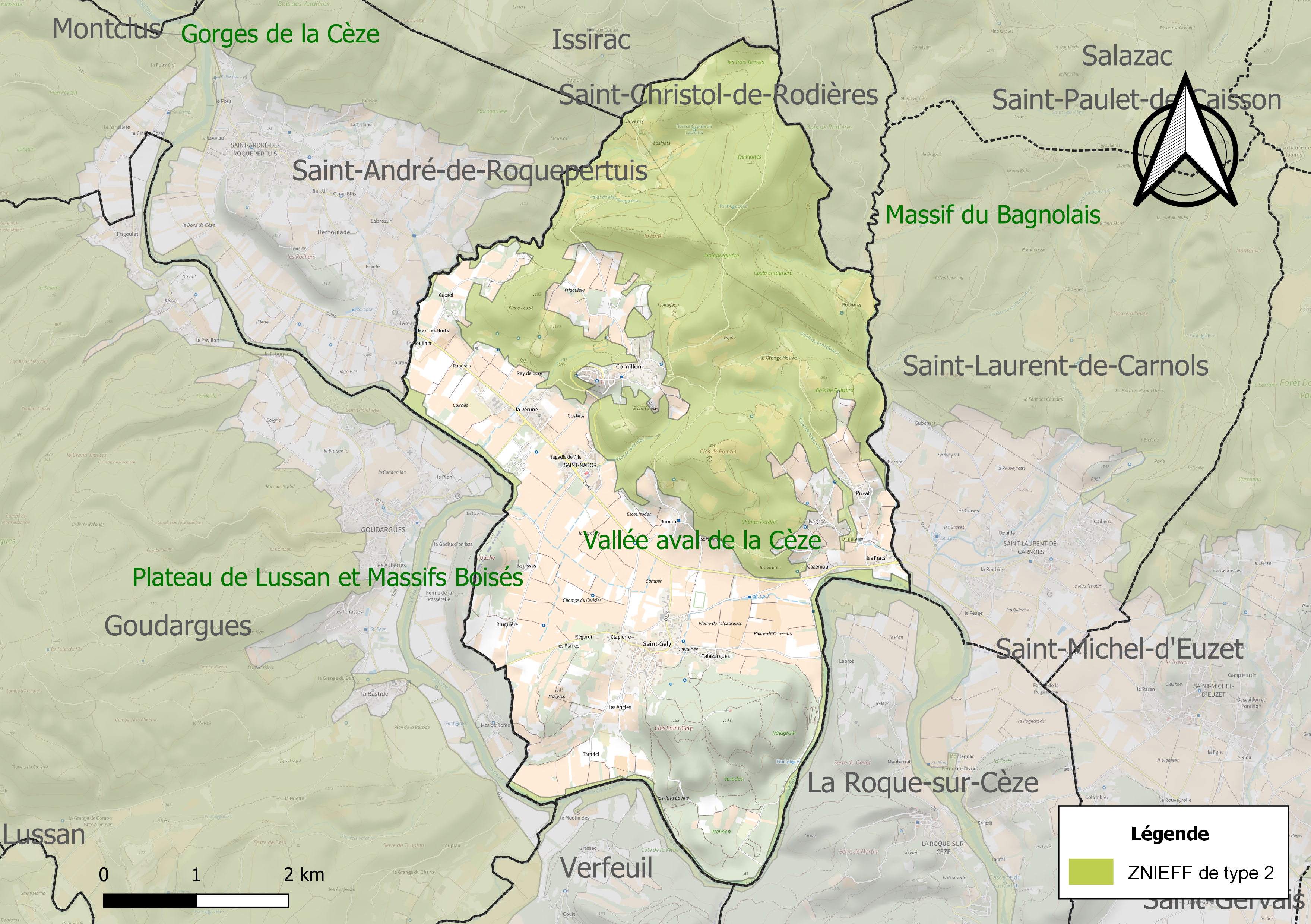
Carte des ZNIEFF de type 2 sur la commune.

## Urbanisme

### Typologie
Au 1er janvier 2024, Cornillon est catégorisée commune rurale à habitat dispersé, selon la nouvelle grille communale de densité à sept niveaux définie par l'Insee en 2022.
Elle est située hors unité urbaine. Par ailleurs la commune fait partie de l'aire d'attraction de Bagnols-sur-Cèze, dont elle est une commune de la couronne,. Cette aire, qui regroupe 30 communes, est catégorisée dans les aires de moins de 50 000 habitants,.

### Occupation des sols
L'occupation des sols de la commune, telle qu'elle ressort de la base de données européenne d’occupation biophysique des sols Corine Land Cover (CLC), est marquée par l'importance des forêts et milieux semi-naturels (49,8 % en 2018), en diminution par rapport à 1990 (50,7 %). La répartition détaillée en 2018 est la suivante : 
forêts (49,8 %), cultures permanentes (43,6 %), zones agricoles hétérogènes (4,7 %), zones urbanisées (1,8 %). L'évolution de l’occupation des sols de la commune et de ses infrastructures peut être observée sur les différentes représentations cartographiques du territoire : la carte de Cassini (XVIIIe siècle), la carte d'état-major (1820-1866) et les cartes ou photos aériennes de l'IGN pour la période actuelle (1950 à aujourd'hui).

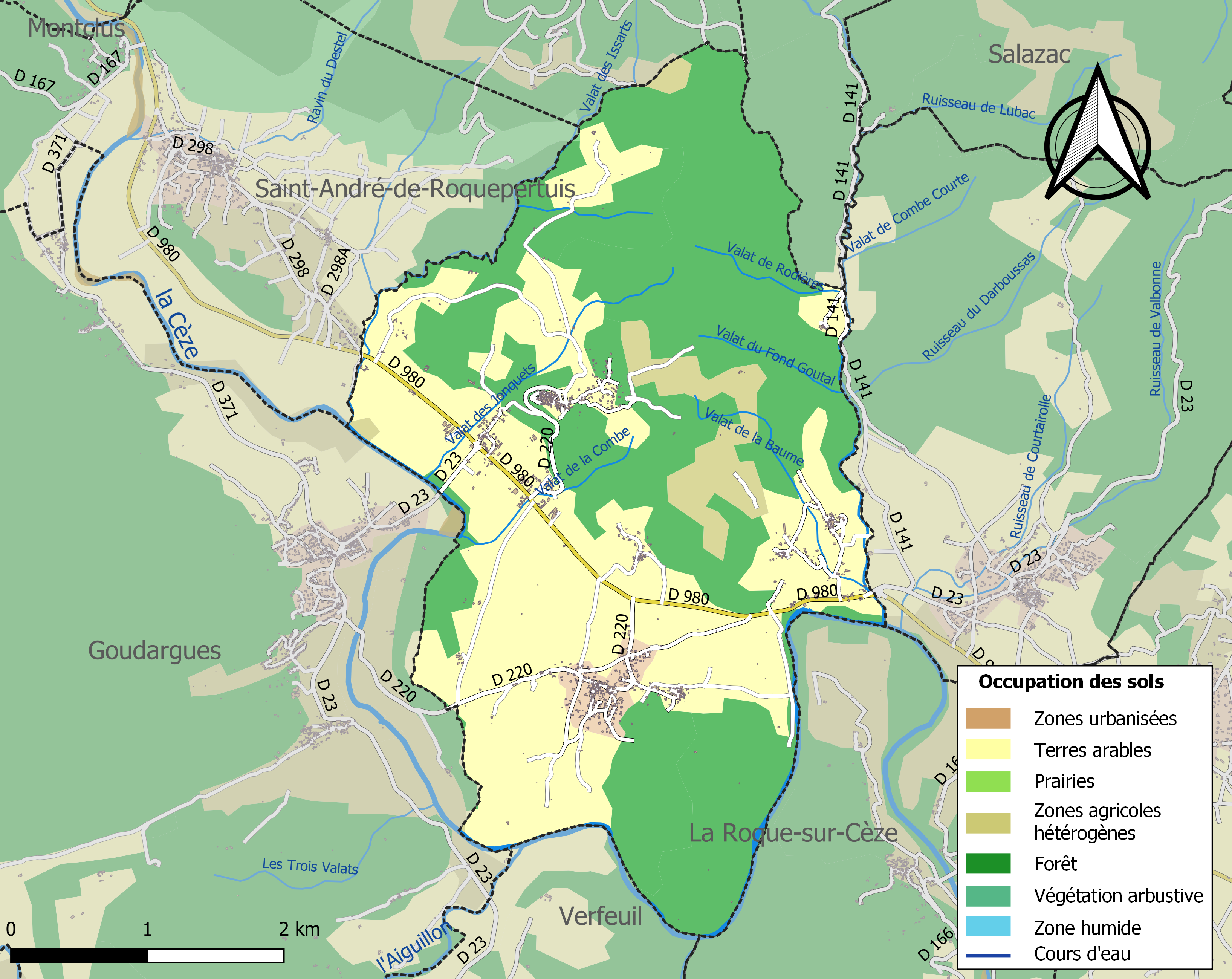
Carte des infrastructures et de l'occupation des sols de la commune en 2018 (CLC).

### Morphologie urbaine
Le territoire de la commune se compose du village et de plusieurs hameaux.

#### Quartiers, hameaux et lieux-dits
- Cazerneau
- Ivagnas
- La Vérune
- Privat
- Roman
- Saint-Gély
- Talazargues

### Risques majeurs
Le territoire de la commune de Cornillon est vulnérable à différents aléas naturels : météorologiques (tempête, orage, neige, grand froid, canicule ou sécheresse), inondations, feux de forêts, mouvements de terrains et séisme (sismicité modérée). Il est également exposé à un risque technologique, la rupture d'un barrage, et à un risque particulier : le risque de radon. Un site publié par le BRGM permet d'évaluer simplement et rapidement les risques d'un bien localisé soit par son adresse soit par le numéro de sa parcelle.

#### Risques naturels
Certaines parties du territoire communal sont susceptibles d’être affectées par le risque d’inondation par débordement de cours d'eau et par une crue torrentielle ou à montée rapide de cours d'eau, notamment la Cèze. La commune a été reconnue en état de catastrophe naturelle au titre des dommages causés par les inondations et coulées de boue survenues en 1982, 1983, 1988, 1991, 1994, 1997, 1998 et 2002,.

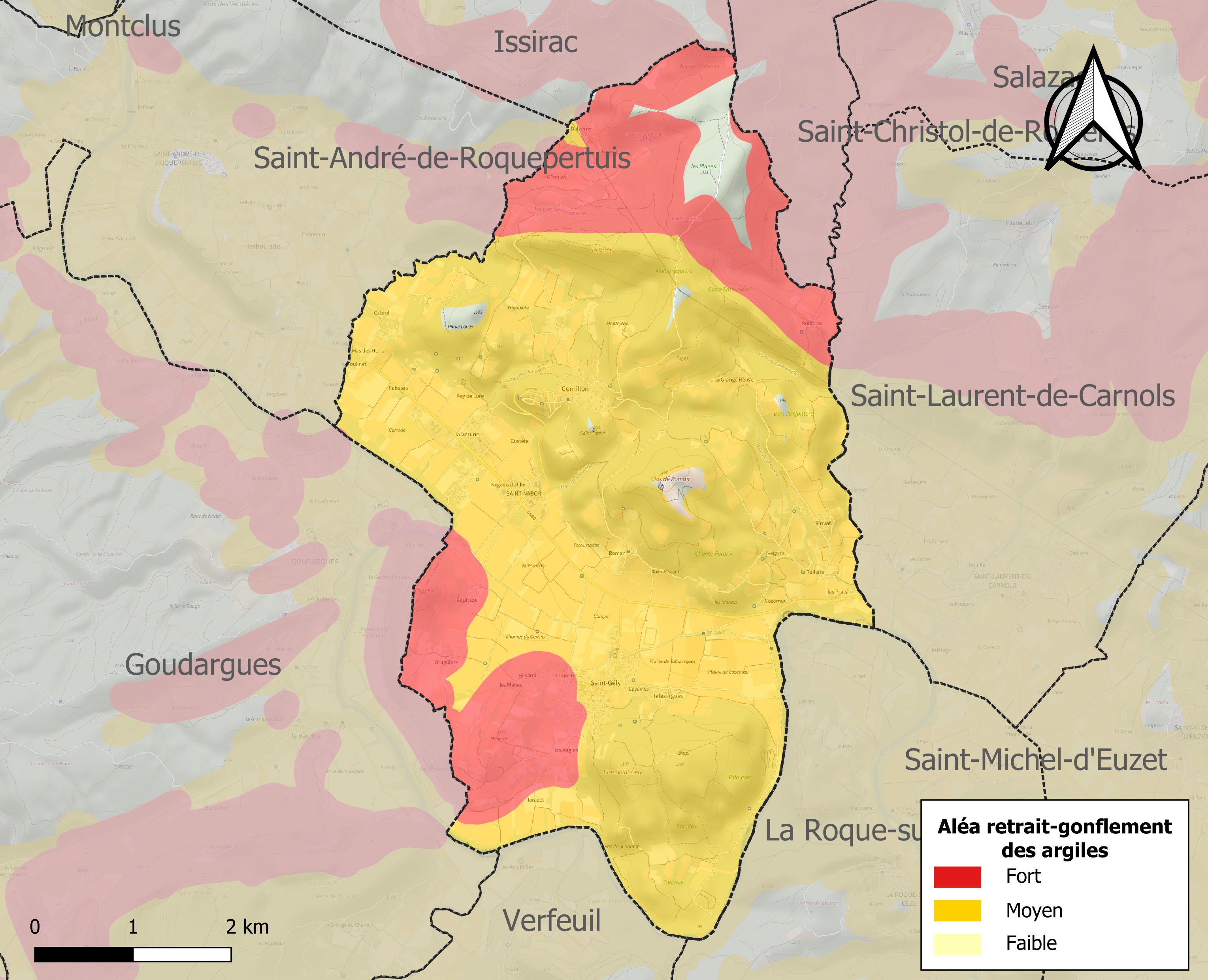
Carte des zones d'aléa retrait-gonflement des sols argileux de Cornillon.

La commune est vulnérable au risque de mouvements de terrains constitué principalement du retrait-gonflement des sols argileux. Cet aléa est susceptible d'engendrer des dommages importants aux bâtiments en cas d’alternance de périodes de sécheresse et de pluie. 96,7 % de la superficie communale est en aléa moyen ou fort (67,5 % au niveau départemental et 48,5 % au niveau national). Sur les 485 bâtiments dénombrés sur la commune en 2019, 485 sont en aléa moyen ou fort, soit 100 %, à comparer aux 90 % au niveau départemental et 54 % au niveau national. Une cartographie de l'exposition du territoire national au retrait gonflement des sols argileux est disponible sur le site du BRGM,.
Par ailleurs, afin de mieux appréhender le risque d’affaissement de terrain, l'inventaire national des cavités souterraines permet de localiser celles situées sur la commune.
Concernant les mouvements de terrains, la commune a été reconnue en état de catastrophe naturelle au titre des dommages causés par des mouvements de terrain en 1983.

#### Risques technologiques
La commune est en outre située en aval du barrage de Sénéchas, un ouvrage de classe A doté d'un PPI. À ce titre elle est susceptible d’être touchée par l’onde de submersion consécutive à la rupture de cet ouvrage.

#### Risque particulier
Dans plusieurs parties du territoire national, le radon, accumulé dans certains logements ou autres locaux, peut constituer une source significative d’exposition de la population aux rayonnements ionisants. Certaines communes du département sont concernées par le risque radon à un niveau plus ou moins élevé. Selon la classification de 2018, la commune de Cornillon est classée en zone 2, à savoir zone à potentiel radon faible mais sur lesquelles des facteurs géologiques particuliers peuvent faciliter le transfert du radon vers les bâtiments.

## Toponymie
Occitan Cournihoun, Cournilhou, du roman Cornilhon, du bas latin Cornillo, Cornilio. Ce toponyme semble associé à des sites perchés sur des promontoires rocheux («cornes»), comme les villages de Corneilhan, Cornillon-Confoux et La Baume Cornillane, et peut aussi être rapproché de la corneille, comme dans le nom Cornelius ou de la famille Cornilhan.

## Histoire

### Moyen Âge

Blason des Roger de Beaufort

L'histoire de Cornillon est liée à celle de son château dont les origines remontent au XIIIe siècle. Les ruines du château et les maisons anciennes qui constituent le village  témoignent encore de cette histoire riche.
Au cours du XIVe siècle, une famille originaire du Limousin, devint propriétaire du château. Les Roger de Beaufort, déjà fieffés à Rosiers-d'Égletons dans la vicomté de Ventadour, grâce à la munificence de la papauté d'Avignon imposèrent leurs armoiries d’argent à une bande d’azur accolée de six roses de gueules en ourlé sur Cornillon et la vallée de la Cèze. Avec l'aide financière de son frère, le pape Clément VI, Guillaume II Roger, comte de Beaufort acheta entre 1342 et 1352, les seigneuries de Cornillon, Vénéjan, de Portes et la Baronnie d’Anduze. La chapelle de Cornillon, dédiée à Saint-Martial de Limoges, fut transformée en une véritable salle au trésor pour abriter les richesses de Clément VI. On y trouvait une partie de sa vaisselle, dont soixante-six pièces en argent doré et deux-cent quarante et une pièces en argent blanc. S’y ajoutaient, selon l'inventaire publié par Jean-Pierre Papon, « des crucifix ornés de perles et pierres précieuses, des croix pectorales en or et en argent, des dizaines d’anneaux épiscopaux et pontificaux, deux reliquaires en argent doré dont l'un contient un morceau de la croix de Saint-André et l'autre des ossements de Saint-Thomas ». Il y avait aussi des patènes en or, des burettes en argent, des bagues et anneaux ornés de rubis, de saphirs et de pierres précieuses, des gemmes et des perles, des vêtements sacerdotaux, des vases sacrés, et surtout « une horloge ornée de pour pulser les heures » ainsi qu'une somme équivalent en argent à 139 970 livres.
Guillaume II testa le 23 août 1379 en son château de Cornillon, en faveur de son dernier fils Raymond de Beaufort, en lui donnant la moitié de la vicomté de Valernes, la seigneurie de Saint-Rémy-de-Provence, les châteaux de Marguerittes et de Cornillon en y ajoutant les mas de Saint-Mabille et de Vérune, propriétés viticoles sises sur ce dernier fief. Une telle richesse ne pouvait qu'attirer les convoitises. Au début de 1382, les Tuchins, paysans pauvres et armés venus de la Haute Auvergne, descendirent vers la vallée du Rhône. Ils s'emparèrent, entre autres, du château de Cornillon et de son trésor. Guillaume III Roger de Beaufort, Lieutenant des armes du Sénéchal de Beaucaire, organisa la répression. Il commença par semer la terreur avant de pacifier le pays en expulsant les chefs tuchins. La paix fut signée en février 1383. Raymond, le dernier demi-frère de Guillaume III, vicomte de Valernes et seigneur de Cornillon décéda en 1420. Sans enfant, il lègue une partie de ses fiefs aux fils d'un autre demi-frère, Marquès/Marquis Roger de Beaufort, marquis de Canilhac, un des fils cadets de Guillaume III. C’est à son cadet Louis de Canilhac que fut attribué Cornillon. La pierre tombale de Raymond de Beaufort où l’on voit gravée son effigie en pied, se trouve à Avignon, au musée du Petit Palais. Elle provient de l’église Saint-Martial d’Avignon où il avait été inhumé.
Il ne subsiste aujourd'hui du château médiéval que la partie basse du donjon, une partie des remparts ainsi qu'une tour carrée.
Près du lavoir et des vestiges de l'ancienne église, sont entreposés des sarcophages médiévaux.

### Époque moderne

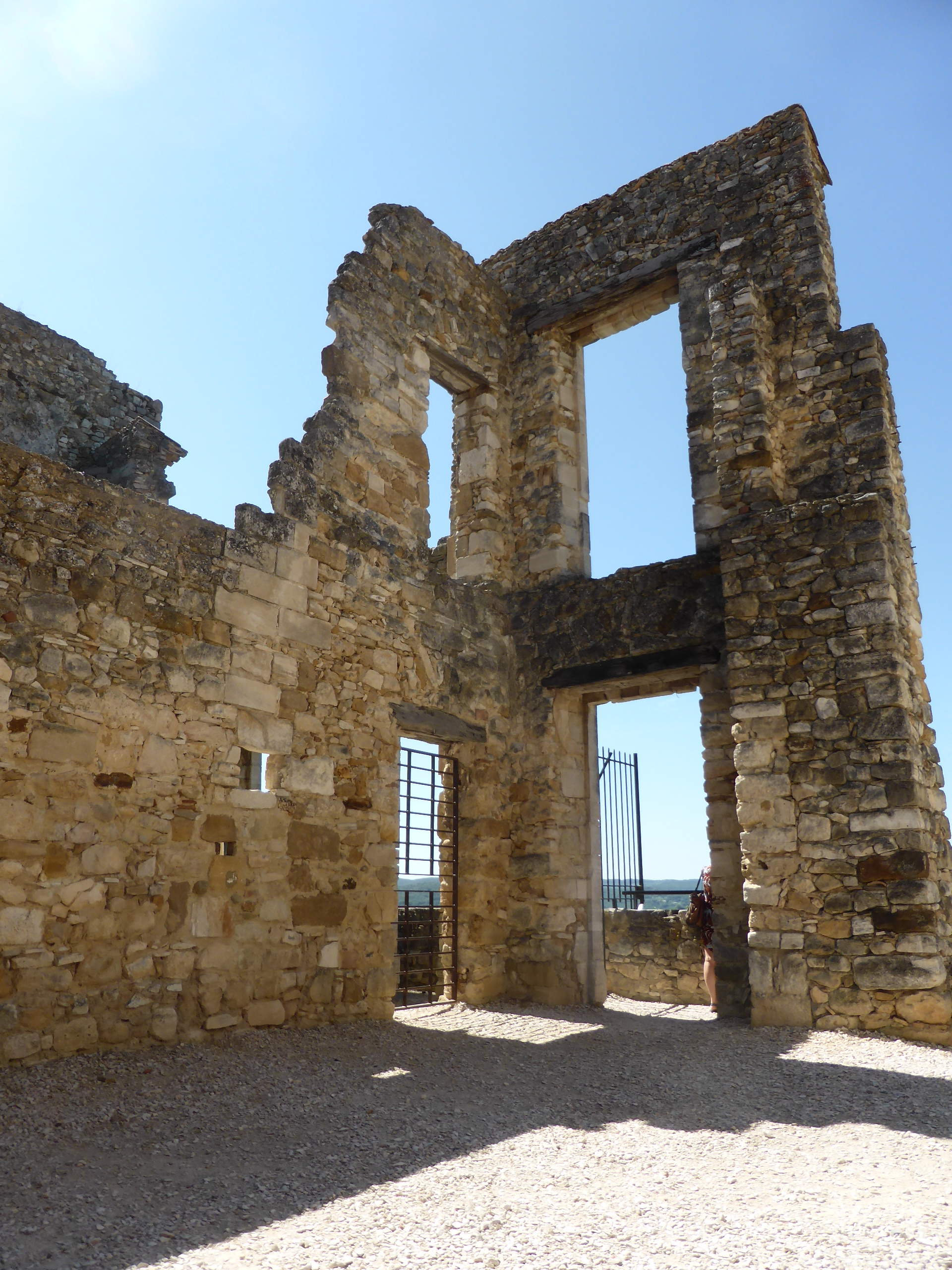
Vestige du mur du XVIIe siècle, château de Cornillon

Au XVIe siècle, Cornillon subit les guerres de religion et son église est détruite. Il n'en subsiste qu'un pan de mur.
Au XVIIe siècle, le duc Henri II de Montmorency, gouverneur du Languedoc, est propriétaire du château. Ayant intrigué avec Gaston d'Orléans contre Richelieu, il est décapité à Toulouse en 1632 et ses biens doivent être détruits : son château de Cornillon est alors démantelé. Les murs qui subsistent de cette époque, ajourés de grandes fenêtres, dominent la vallée.
Le Château est depuis 1679, la propriété de la famille de Sibert.

## Politique et administration

### Liste des maires
| Période                                  | Période  | Identité          | Étiquette | Qualité                                         |
| ---------------------------------------- | -------- | ----------------- | --------- | ----------------------------------------------- |
| avant 1907                               | ?        | Ulysse Lambert    |           | Conseiller d'arrondissement (Canton de Rémuzat) |
| 1947                                     | 1961     | André Bergeon     |           |                                                 |
| 1961                                     | 1965     | André Colombet    |           |                                                 |
| 1965                                     | 1974     | Aimé Couderc      |           |                                                 |
| 1974                                     | 1979     | Lucienne Bouletin |           |                                                 |
| 1979                                     | 1995     | Marcel Pradier    |           |                                                 |
| 1995                                     | En cours | Gérard Castor     | SE        | Agriculteur retraité                            |
| Les données manquantes sont à compléter. |          |                   |           |                                                 |

## Population et société

### Démographie
L'évolution du nombre d'habitants est connue à travers les recensements de la population effectués dans la commune depuis 1793. Pour les communes de moins de 10 000 habitants, une enquête de recensement portant sur toute la population est réalisée tous les cinq ans, les populations de référence des années intermédiaires étant quant à elles estimées par interpolation ou extrapolation. Pour la commune, le premier recensement exhaustif entrant dans le cadre du nouveau dispositif a été réalisé en 2006.

En 2022, la commune comptait 908 habitants, en évolution de −1,52 % par rapport à 2016 (Gard : +2,97 %, France hors Mayotte : +2,11 %).
| 1793 | 1800 | 1806 | 1821 | 1831 | 1836 | 1841 | 1846 | 1851 |
| ---- | ---- | ---- | ---- | ---- | ---- | ---- | ---- | ---- |
| 750  | 721  | 731  | 919  | 977  | 963  | 950  | 894  | 938  |

| 1856 | 1861 | 1866 | 1872 | 1876 | 1881 | 1886 | 1891 | 1896 |
| ---- | ---- | ---- | ---- | ---- | ---- | ---- | ---- | ---- |
| 936  | 981  | 930  | 815  | 801  | 747  | 731  | 741  | 672  |

| 1901 | 1906 | 1911 | 1921 | 1926 | 1931 | 1936 | 1946 | 1954 |
| ---- | ---- | ---- | ---- | ---- | ---- | ---- | ---- | ---- |
| 614  | 616  | 579  | 538  | 552  | 556  | 551  | 478  | 460  |

| 1962 | 1968 | 1975 | 1982 | 1990 | 1999 | 2006 | 2011 | 2016 |
| ---- | ---- | ---- | ---- | ---- | ---- | ---- | ---- | ---- |
| 442  | 432  | 448  | 538  | 609  | 689  | 847  | 937  | 922  |

| 2021 | 2022 | - | - | - | - | - | - | - |
| ---- | ---- | - | - | - | - | - | - | - |
| 922  | 908  | - | - | - | - | - | - | - |

### Manifestations culturelles et festivités
De nombreux artistes (peintres, sculpteurs, potiers, etc.), regroupés en association, sont installés dans le village et proposent des visites de leurs ateliers et des évènements durant l'été.
Créé en 2013, le festival annuel de théâtre «Cornillon se la joue au château» est organisé la première semaine d'août dans la cour du château aménagée en théâtre de plein air.

## Économie

### Revenus
En 2018  (données Insee publiées en septembre 2021), la commune compte 362 ménages fiscaux, regroupant 826 personnes. La médiane du revenu disponible par unité de consommation est de 22 460 € (20 020 € dans le département).

### Emploi
|                | 2008   | 2013  | 2018   |
| -------------- | ------ | ----- | ------ |
| Commune        | 7,8 %  | 8,4 % | 10,9 % |
| Département    | 10,6 % | 12 %  | 12 %   |
| France entière | 8,3 %  | 10 %  | 10 %   |

En 2018, la population âgée de 15 à 64 ans s'élève à 545 personnes, parmi lesquelles on compte 74,2 % d'actifs (63,2 % ayant un emploi et 10,9 % de chômeurs) et 25,8 % d'inactifs,. En  2018, le taux de chômage communal (au sens du recensement) des 15-64 ans est inférieur à celui du département, mais supérieur à celui de la France, alors qu'en 2008 il était inférieur à celui de la France.
La commune fait partie de la couronne de l'aire d'attraction de Bagnols-sur-Cèze, du fait qu'au moins 15 % des actifs travaillent dans le pôle,. Elle compte 317 emplois en 2018, contre 281 en 2013 et 242 en 2008. Le nombre d'actifs ayant un emploi résidant dans la commune est de 348, soit un indicateur de concentration d'emploi de 91,3 % et un taux d'activité parmi les 15 ans ou plus de 52,7 %.
Sur ces 348 actifs de 15 ans ou plus ayant un emploi, 133 travaillent dans la commune, soit 38 % des habitants. Pour se rendre au travail, 82,1 % des habitants utilisent un véhicule personnel ou de fonction à quatre roues, 1,2 % les transports en commun, 6,8 % s'y rendent en deux-roues, à vélo ou à pied et 9,9 % n'ont pas besoin de transport (travail au domicile).

### Activités hors agriculture

#### Secteurs d'activités
86 établissements sont implantés  à Cornillon au 31 décembre 2019. Le tableau ci-dessous en détaille le nombre par secteur d'activité et compare les ratios avec ceux du département,.
| Secteur d'activité                                                                                        | Commune | Commune | Département |
| Secteur d'activité                                                                                        | Nombre  | %       | %           |
| --- | ------- | ------- | ----------- |
| Ensemble                                                                                                  | 86      |         |             |
| Industrie manufacturière, industries extractives et autres                                                | 4       | 4,7 %   | (7,9 %)     |
| Construction                                                                                              | 16      | 18,6 %  | (15,5 %)    |
| Commerce de gros et de détail, transports, hébergement et restauration                                    | 20      | 23,3 %  | (30 %)      |
| Activités financières et d'assurance                                                                      | 2       | 2,3 %   | (3 %)       |
| Activités immobilières                                                                                    | 10      | 11,6 %  | (4,1 %)     |
| Activités spécialisées, scientifiques et techniques et activités de services administratifs et de soutien | 9       | 10,5 %  | (14,9 %)    |
| Administration publique, enseignement, santé humaine et action sociale                                    | 17      | 19,8 %  | (13,5 %)    |
| Autres activités de services                                                                              | 8       | 9,3 %   | (8,8 %)     |

Le secteur du commerce de gros et de détail, des transports, de l'hébergement et de la restauration est prépondérant sur la commune puisqu'il représente 23,3 % du nombre total d'établissements de la commune (20 sur les 86 entreprises implantées  à Cornillon), contre 30 % au niveau départemental.

#### Entreprises et commerces
Les quatre entreprises ayant leur siège social sur le territoire communal qui génèrent le plus de chiffre d'affaires en 2020 sont : 
- 2Ebalm, fabrication de machines agricoles et forestières (718 k€)
- Les Libellules, terrains de camping et parcs pour caravanes ou véhicules de loisirs (150 k€)
- Domaine Du Boissie, culture et élevage associés (94 k€)
- Aviloc, location de logements (92 k€)

### Agriculture
La commune est dans les Garrigues, une petite région agricole occupant le centre du département du Gard. En 2020, l'orientation technico-économique de l'agriculture  sur la commune est la viticulture.
|               | 1988 | 2000 | 2010 | 2020 |
| ------------- | ---- | ---- | ---- | ---- |
| Exploitations | 59   | 44   | 31   | 21   |
| SAU (ha)      | 569  | 643  | 605  | 570  |

Le nombre d'exploitations agricoles en activité et ayant leur siège dans la commune est passé de 59 lors du recensement agricole de 1988  à 44 en 2000 puis à 31 en 2010 et enfin à 21 en 2020, soit une baisse de 64 % en 32 ans. Le même mouvement est observé à l'échelle du département qui a perdu pendant cette période 61 % de ses exploitations,. La surface agricole utilisée sur la commune a quant à elle augmenté, passant de 569 ha en 1988 à 570 ha en 2020. Parallèlement la surface agricole utilisée moyenne par exploitation a augmenté, passant de 10 à 27 ha.

## Culture locale et patrimoine

### Édifices civils
- Le château appartient à la famille Sibert depuis plus de trois siècles. Il a été transformé en théâtre mais il reste quand même accessible aux touristes.
- Maisons construites sur le rempart, ruelles et passages voûtés
- Dans la ruelle dite «de la gargouille», on peut admirer cette fameuse gargouille qui est toujours là depuis des siècles[40].
- Le lavoir communal

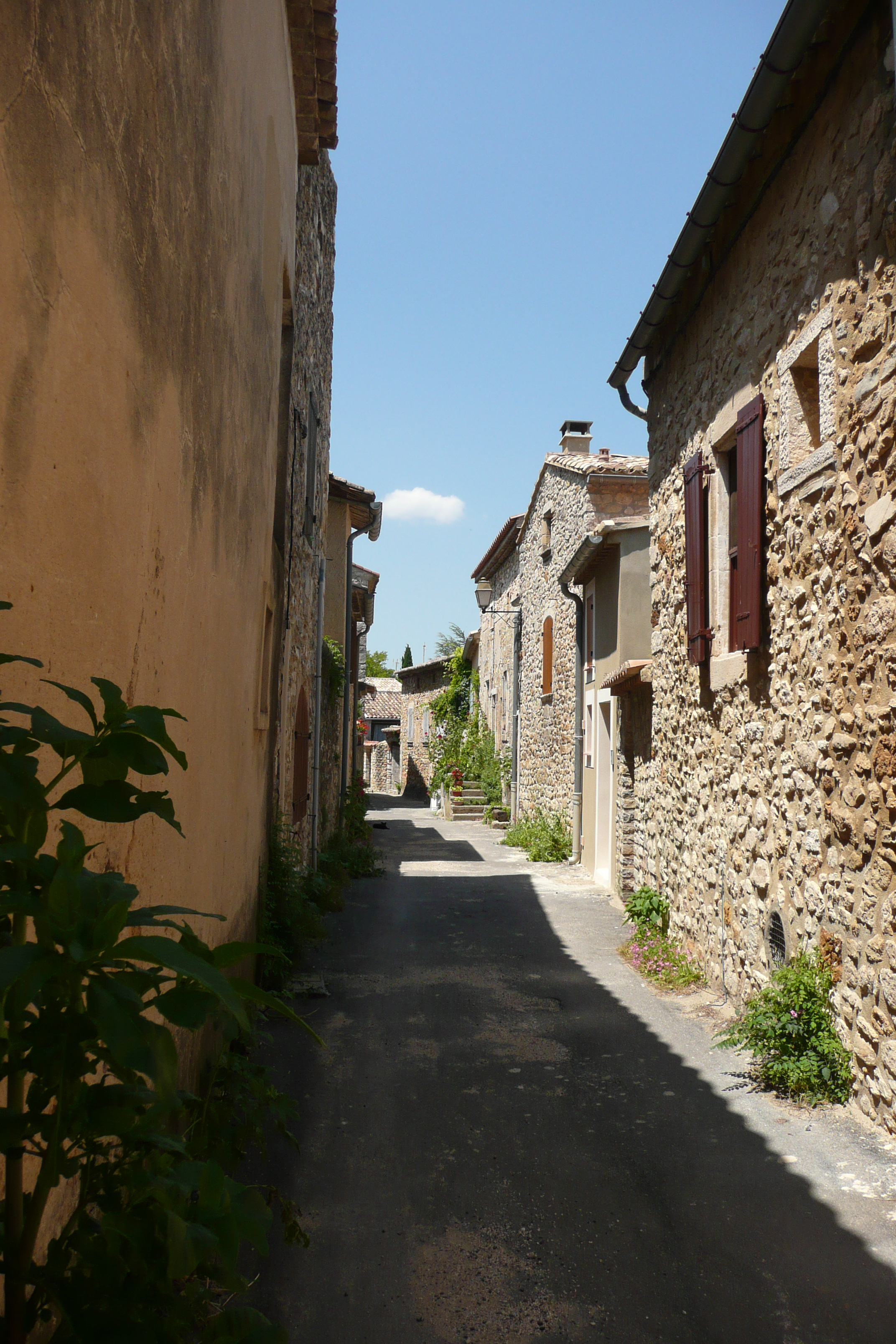
Ruelle
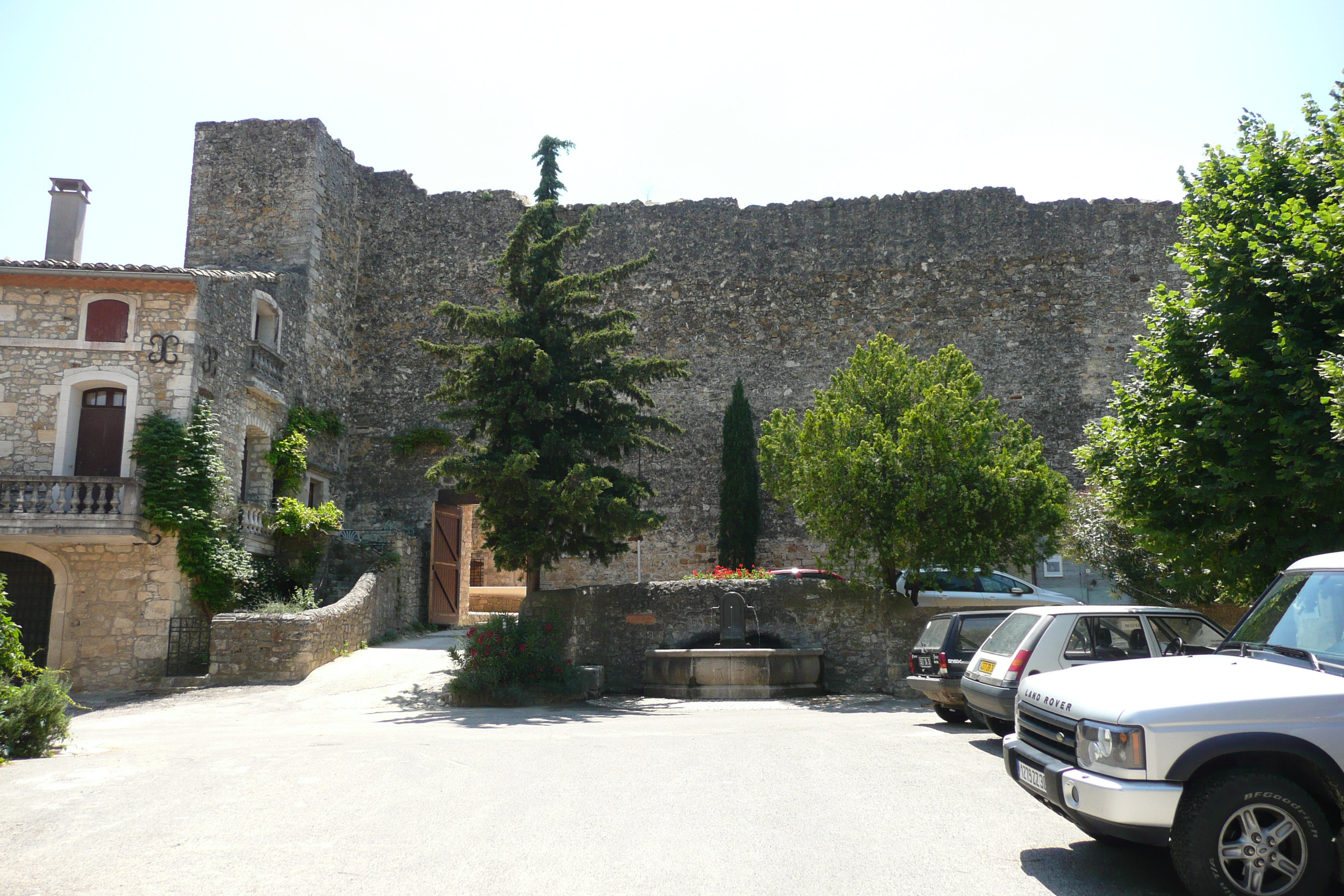
Entrée du château de Cornillon
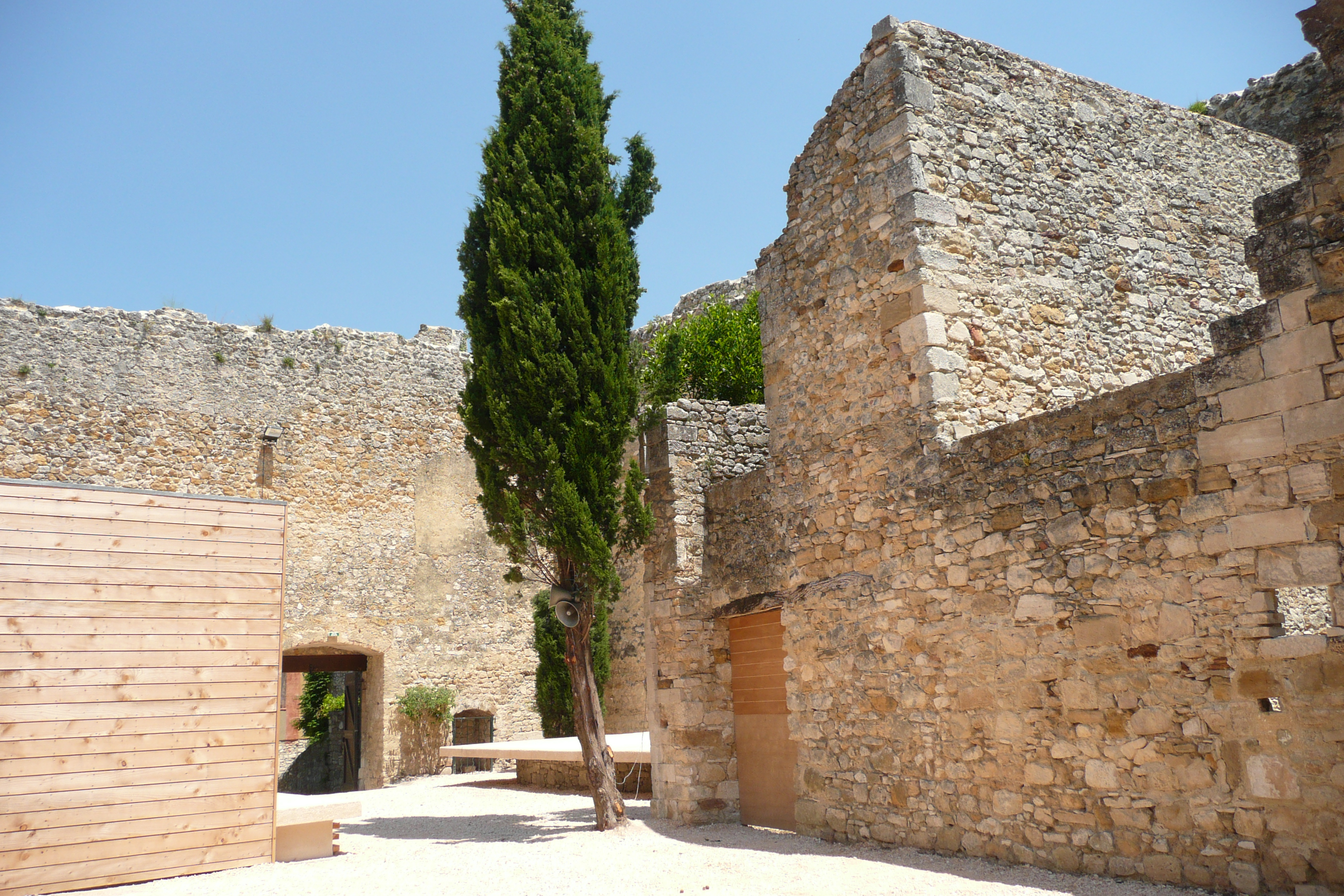
Cour du château
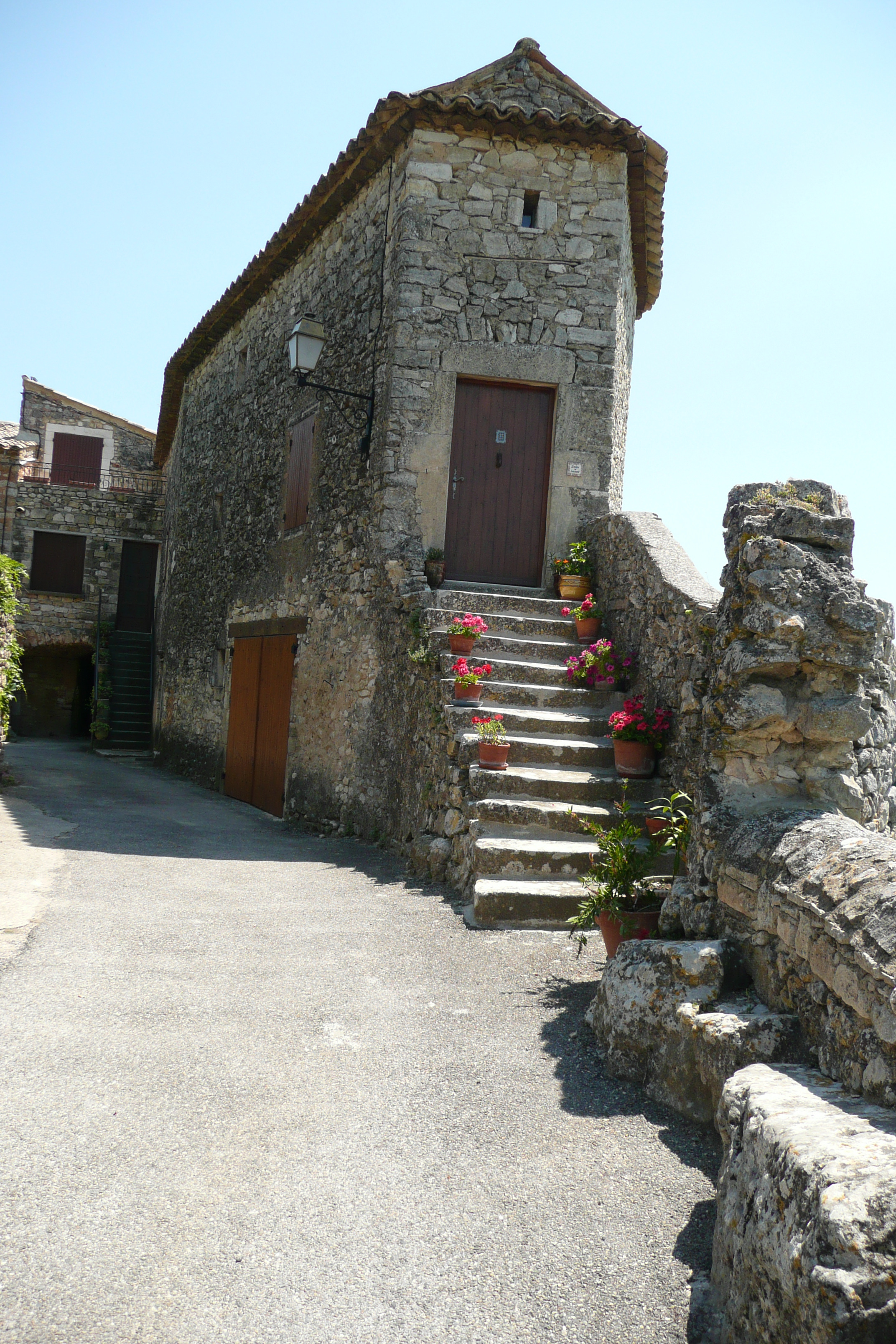
Maison sur le rempart
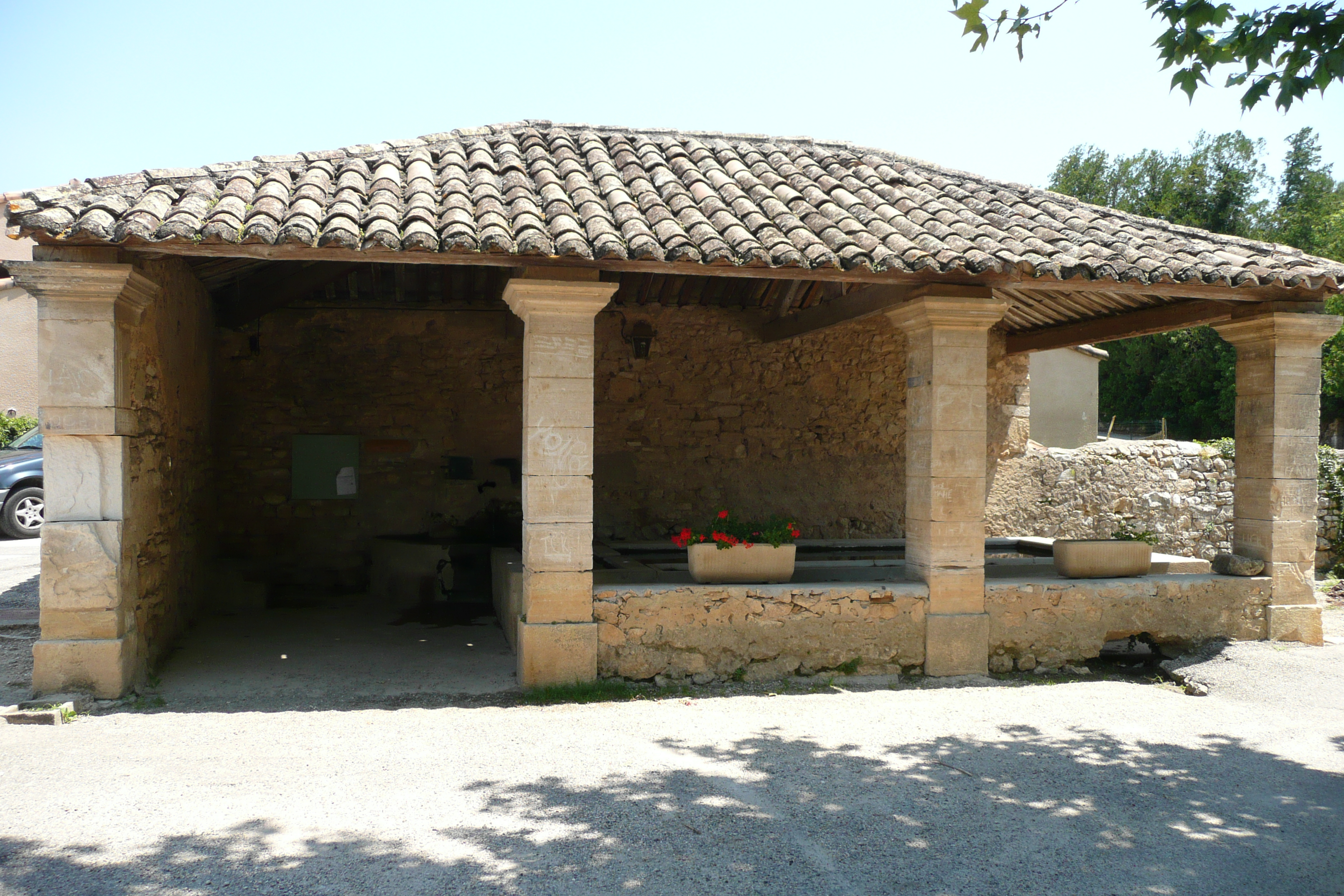
Lavoir, restauré en 2014

### Édifices religieux
- Ruine de l'ancienne église brûlée par les protestants lors des guerres de religion (il n'en subsiste qu'un mur) et sarcophages médiévaux[40].
- Église Saint-Pierre de Cornillon.
- Chapelle Saint-Sauveur de Saint-Gély.
- Eglise Saint-Gilles de Saint-Gély.

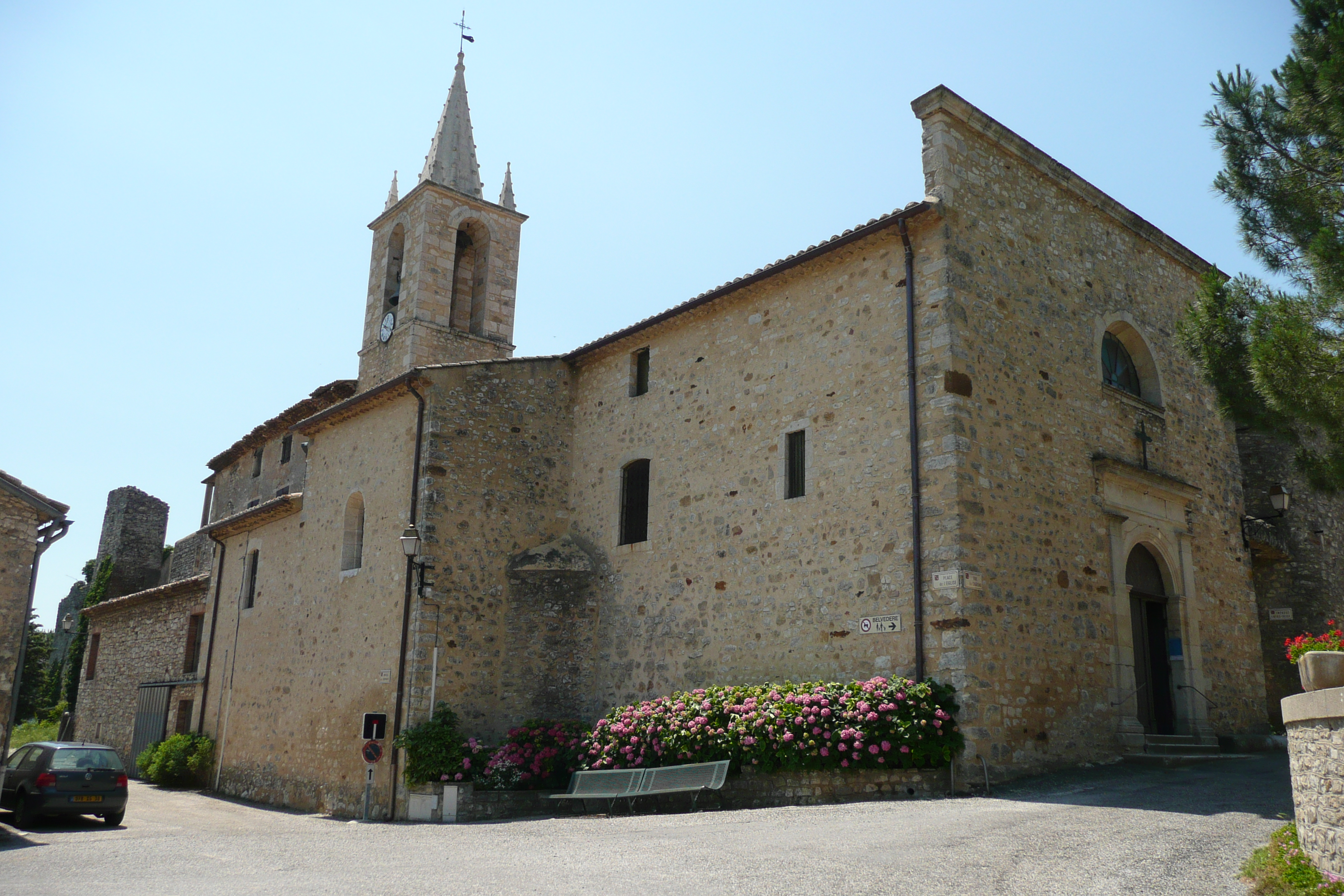
Église Saint-Pierre, construite contre le château
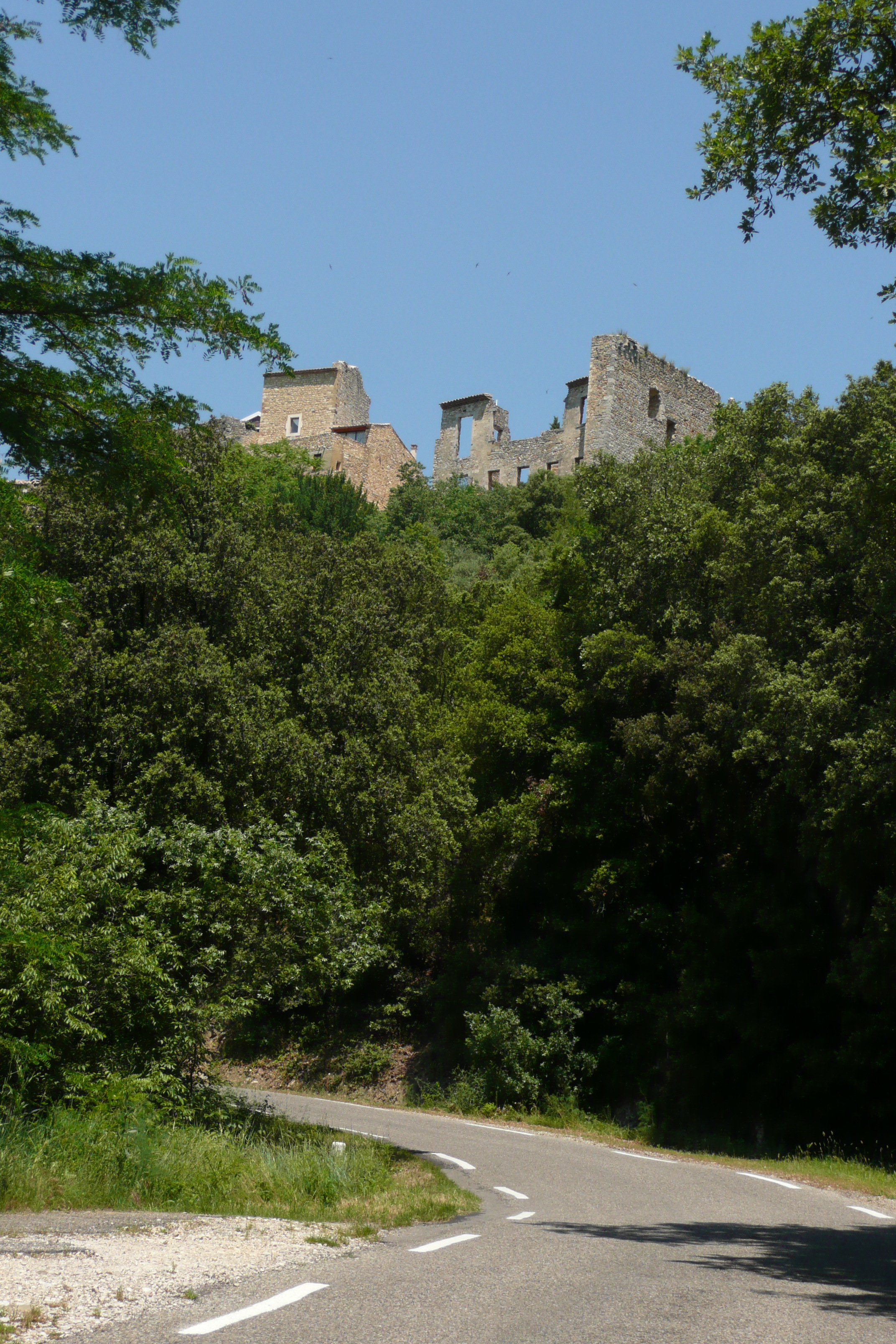
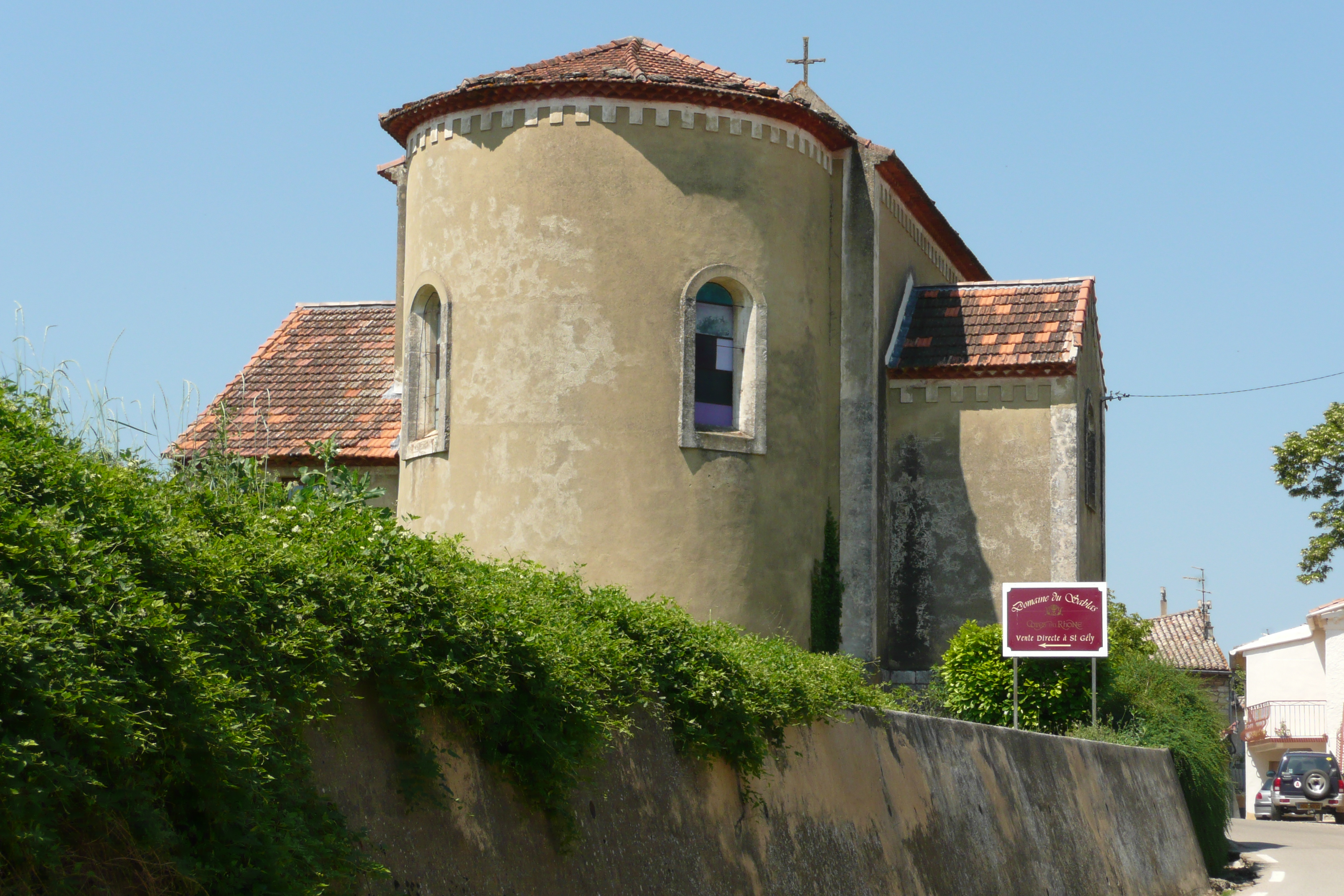
L'église Saint-Gilles de Saint-Gély

### Patrimoine culturel
- Cour du château restaurée et aménagée en lieu de spectacle[41].
- Lavoir du XIXe siècle, restauré en 2014
- Capitelles, notamment au hameau de Saint-Gély

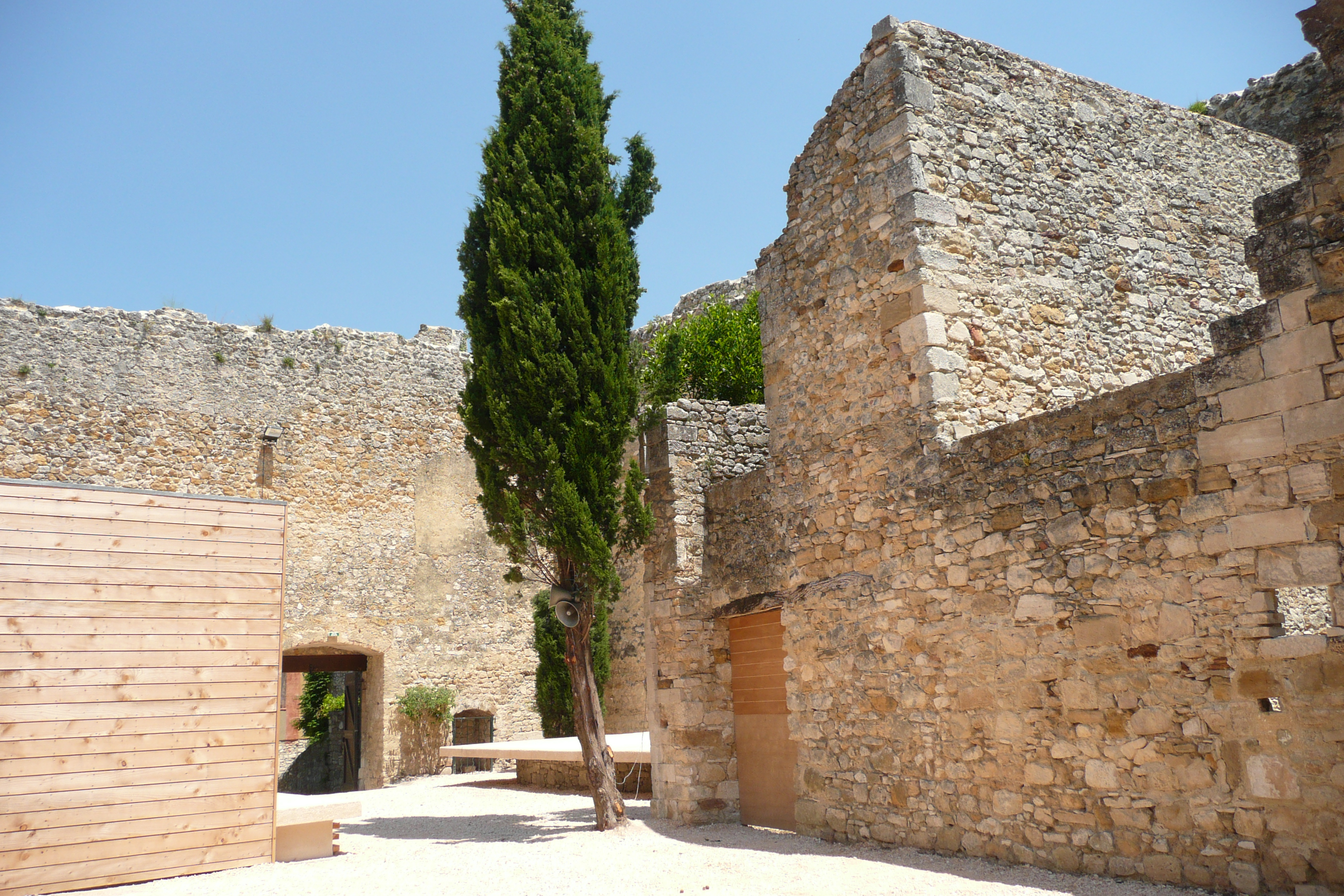
La cour du château
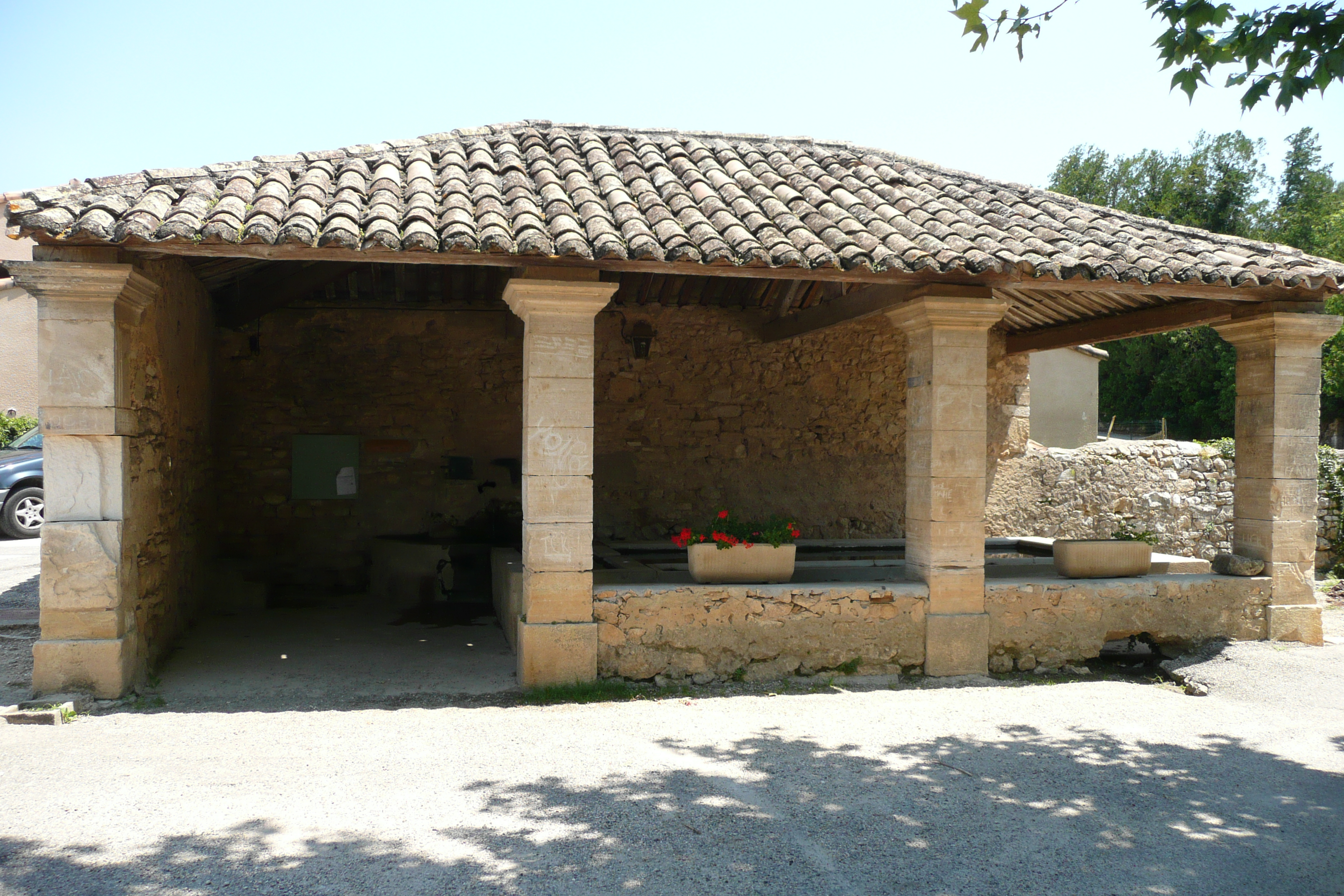
Le lavoir
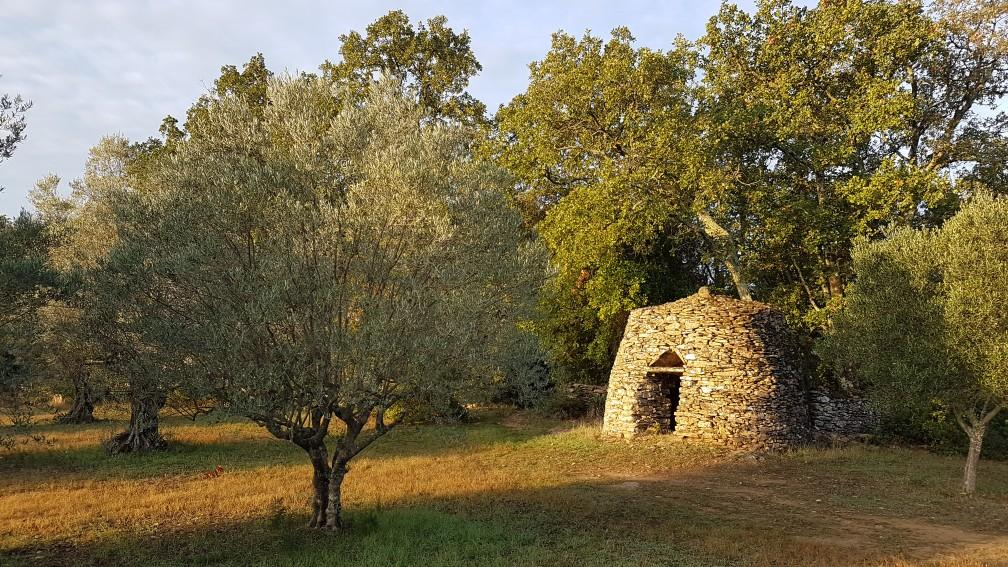
Capitelle à Saint-Gély

### Personnalités liées à la commune
- Guillaume II Roger, frère du pape Clément VI et père du pape Grégoire XI, mort en son château de Cornillon en février 1380.

## Héraldique
| Blason de Cornillon | Blason  | De gueules à la fasce losangée d'argent et de gueules. |
| Blason de Cornillon | Détails | Le statut officiel du blason reste à déterminer.       |